# Clan
Clan, anticamente clano, è un termine utilizzato nelle scienze demo-etno-antropologiche per indicare un gruppo di persone unite da legami di parentela, affinità e/o interessi in comune.

## Origine del termine
Clan è un termine di origine gaelica (clan) che significa letteralmente figlio oppure discendenza, e identifica genericamente un'aggregazione di persone che considerano se stesse unite da gradi di parentela per un antico antenato comune (di solito mitico) o anche di affinità, oppure di comunanza di interessi. 
Talvolta viene usato impropriamente il sostantivo "lignaggio", che indica un insieme di persone consanguinee che discendono da un unico antenato risalente a non più di cinque generazioni, quindi numericamente inferiore al clan.

## Storia

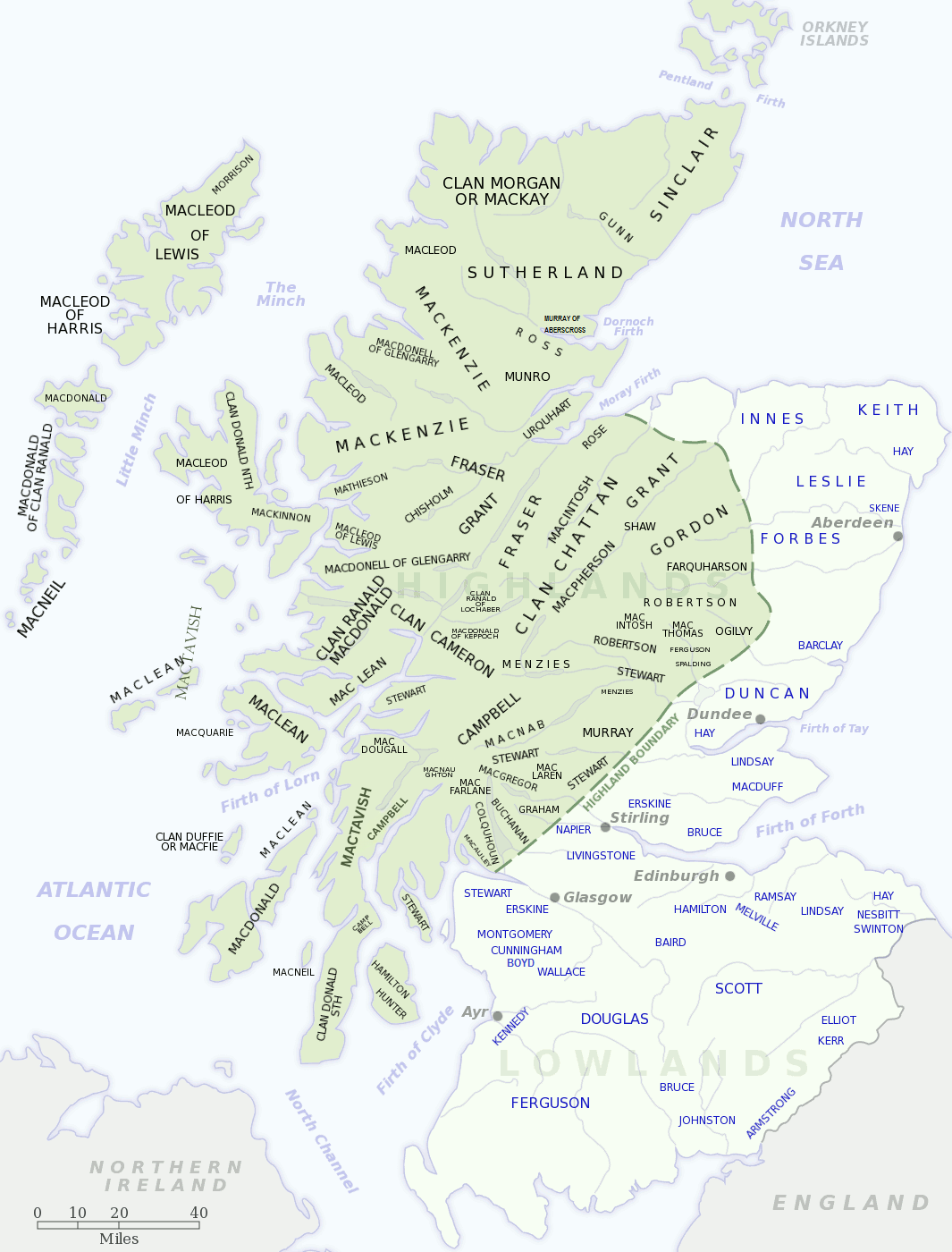
Distribuzione dei clan scozzesi nelle highlands e delle sub-famiglie nelle lowlands

In diverse culture e situazioni, la parola "clan" si è dimostrata talvolta avere lo stesso significato di altri gruppi basati sulla parentela, come tribù e banda. Spesso il fattore distintivo è che un clan costituisce una parte più piccola di una società più grande come una tribù, un chiefdom, o uno stato. Ne sono esempi le gentes dell'antica Roma, i clan scozzesi, cinesi, e giapponesi, che esistono come gruppi di parentela entro le rispettive società. Si noti, tuttavia, che anche le tribù e le bande possono essere componenti di società più grandi. Per esempio, le tribù arabe sono piccoli gruppi all'interno delle cosiddette "stirpi" che costituivano la società araba preislamica, e le bande Ojibwa sono parti più piccole della tribù Ojibwa.

## Caratteristiche e struttura
Sebbene l'effettiva genealogia possa essere sconosciuta, i membri di un clan riconoscono un membro fondatore o capostipite. Mentre i legami basati sulla parentela possano essere di natura puramente simbolica, alcuni clan condividono un antenato comune "convenuto", che è un simbolo dell'unità del clan. Quando questo antenato non è umano, ci si riferisce ad esso come a un "totem animalesco" o "animale totemico". Generalmente parlando, l'affinità differisce dalla relazione biologica, dato che comprende anche l'adozione, il matrimonio e legami genealogici fittizi.
Alcuni clan sono patrilineari, nel senso che i loro membri sono imparentati secondo la linea maschile. Altri sono matrilineari, nel senso che i loro membri sono imparentati secondo la linea femminile. Altri ancora sono bilaterali, in quanto consistono di tutti i discendenti del capostipite secondo linee sia maschili che femminili; i clan della Scozia ne sono un esempio. Il fatto che un clan sia patrilineare, matrilineare, o bilaterale dipende dalle regole di parentela e dalle norme della società a cui appartengono.
La maggior parte dei clan è esogamo, nel senso che i suoi membri non possono sposarsi l'un l'altro ma nelle culture animistiche e islamiche, il "matrimonio preferenziale" è quasi sempre considerato quello fra cugini, appartenenti al medesimo clan. Alcuni clan hanno un capo ufficiale come un chieftain, una matriarca o un patriarca.
A parte queste diverse tradizioni di parentela, ulteriore confusione concettuale emerge dagli usi colloquiali del termine. Nei paesi post sovietici, per esempio, è molto comune parlare di clan riferendosi a reti informali all'interno della sfera economica e politica. Questo uso riflette l'assunto che i loro membri abbiano verso gli altri membri relazioni particolarmente strette e di sostegno reciproco, prossime alla solidarietà tra parenti.